# Host do domu (film)
Host do domu česká filmová komedie režiséra Zdeňka Giny Hašlera z roku 1942.

## Obsazení
| Jindřich Plachta   | Sylvestr Novák       |
| Ladislav Pešek     | učitel tělocviku     |
| Svatopluk Beneš    | agronom              |
| Jára Kohout        | Kryšpín              |
| Zdenka Baldová     | jeho žena            |
| Alena Králová      | jejich dcera Zuzka   |
| Věra Petáková      | jejich dcera Pepička |
| Rudolf Deyl mladší | podomek Ondřej       |

Dále hrají:
Lída Borovcová, František Kreuzmann starší, Vladimír Borský, Eman Fiala, Míla Svoboda, Marie Kautská, Jan W. Speerger, František Černý, František Filipovský, Milka Balek-Brodská, Eliška Pleyová, Jan Fifka, Vladimír Řepa, Alois Dvorský, Antonín Holzinger, Karel Veverka, Darja Hajská, Rudolf Deyl mladší, Miloš Šubrt, Fanda Mrázek, Ota Motyčka, Josef Vošalík, Jaroslav Orlický, Hermína Vojtová, F. X. Mlejnek, Ferdinand Jarkovský